# Xavier Pincemin
Xavier Pincemin, né le 8 novembre 1989 à Versailles (Yvelines), est un chef cuisinier français. Il est le gagnant de l'émission Top Chef (saison 7) sur M6 en 2016.

## Biographie
Xavier Pincemin grandit à Versailles. Fils de parents imprimeurs accaparés par leur travail, il est beaucoup en cuisine avec sa mère pour partager du temps avec elle et accompagne son père au marché pour y acheter des produits. En troisième, il effectue son stage dans la brasserie Le Méridien à Paris. Il oriente ensuite ses études vers la cuisine et effectue un BEP cuisine à l'école Tecomah de Jouy-en-Josas, puis un bac professionnel en cuisine chez Lenôtre.
À 19 ans, il débute en tant que commis dans les cuisines de la Veranda, second restaurant du Trianon Palace de Versailles. Il évolue et arrive au poste de chef de partie poisson et viande,. Là il est repéré par Simone Zanoni, le chef du restaurant étoilé au Guide Michelin Gordon Ramsay au Trianon, qui le recrute dans son équipe. Il y devient second de cuisine junior puis devient sous-chef. 
En 2015, Simone Zanoni l'inscrit aux sélections de la saison 7 de Top Chef,. Le tournage du concours a lieu fin 2015. Il accède à la finale (enregistrée en janvier 2016) et remporte le titre de Top Chef 2016, face à Coline Faulquier,.
Il affronte par la suite Pierre Augé, vainqueur de la saison précédente dans le choc des champions, dont Pierre Augé sort vainqueur.
Après le concours, il revient au Trianon Palace et remplace Simone Zanoni, parti au George V en tant que chef de cuisine durant une période de transition. Il entame également une tournée européenne des restaurants de Gordon Ramsay pendant trois mois.
Il est ambassadeur pour les produits cooking de la marque Panasonic et partenaire et ami de la marque d'horlogerie Michel Herbelin.
Début 2017, il devient le chef cuisinier du restaurant du Speakeasy Piano Bar, près du triangle d'or parisien. 
En juin 2019, il devient chef de son propre restaurant Le Pincemin à Versailles. En novembre de la même année, il est distingué « Jeune talent » par le guide Gault & Millau.

## Cinéma et télévision
Xavier participe à plusieurs émissions télévisées, telles que C à vous sur France 5 ou encore What the Fuck France, une série humoristique de Paul Taylor et Robert Hoehn, diffusée sur Canal+. Il fait une apparition dans l'émission Le Quotidien diffusé sur TMC dans un sujet du chroniqueur Panayotis.  Il participe également à l'émission Les Recettes pompettes de Monsieur Poulpe avec Clara Morgane comme invité, diffusée sur YouTube. On peut également le retrouver en tant que cuisinier dans les saisons 4 et 5 de High & Fines Herbes, une émission mêlant cuisine et culture cannabique, diffusée sur YouTube,.
En 2017, il tient le rôle du chef cuisinier d’un mariage dans le film Jour J de Reem Kherici.